# Ulster Grand Prix 1965
De Ulster Grand Prix 1965 was de tiende Grand Prix van het wereldkampioenschap wegrace in het seizoen 1965. De races werden verreden op zaterdag 7 augustus op het Dundrod Circuit, een stratencircuit in County Antrim. De 50cc- en de zijspanklasse kwamen niet aan de start. De wereldtitel in de 500cc-klasse was al beslist, de wereldtitel in de 250cc-klasse werd hier beslist.

## Algemeen
Nadat in de 350cc-klasse de allebei de MV Agusta 350 3C's in twee achtereenvolgende races waren uitgevallen en Mike Hailwood toch al wereldkampioen 500cc was, liet MV Agusta de Ulster Grand Prix schieten. Daardoor kreeg de 500cc-klasse een verrassende winnaar, maar ook de 350cc-klasse nadat Jim Redman in de laatste ronde ten val kwam. Hij brak daarbij voor de tweede keer in dit seizoen een sleutelbeen, waardoor hij niet in de 250cc-race kon starten. In de 125cc-klasse was Honda na twee overgeslagen GP's weer terug, maar Yamaha had haar 125cc-RA 97's ondanks twee succesvolle races terug naar Japan gehaald.

## 500cc-klasse
Zonder Mike Hailwood en Giacomo Agostini konden de privérijders om de overwinning strijden. Het gevecht om de derde plaats in het WK ging tussen Paddy Driver en Jack Ahearn, maar die laatste kwam ook niet aan de start. Ulsterman Dick Creith won zijn thuisrace voor Driver, die nu vrij zeker was van zijn derde plaats in de WK-stand. Chris Conn werd derde in de race.
| Pos | Coureur          | Merk               | Tijd      | Pnt |
| --- | ---------------- | ------------------ | --------- | --- |
| 1   | Dick Creith      | Norton             | 1:17"18'2 | 8   |
| 2   | Paddy Driver     | Matchless          | + 8'4     | 6   |
| 3   | Chris Conn       | Norton             | + 11'2    | 4   |
| 4   | Jack Findlay     | McIntyre-Matchless | +1"32'2   | 3   |
| 5   | Fred Stevens     | Matchless          | +1"35'4   | 2   |
| 6   | Rob Fitton       | Norton             | +1"51'2   | 1   |
| 7   | Gustav Havel     | Jawa               |           |     |
| 8   | Billy McCosh     | Matchless          |           |     |
| 9   | Selwyn Griffiths | Matchless          |           |     |
| 10  | Dan Shorey       | Norton             |           |     |
| 11  | Ian Mcgregor     | Norton             |           |     |
| 12  | Ron Wilson       | Norton             |           |     |
| 13  | Jimmy Jones      | Norton             |           |     |
| 14  | Davy Crawford    | Norton             |           |     |
| 15  | Alf Shaw         | Norton             |           |     |
| 16  | Jack Saunders    | Matchless          |           |     |
| 17  | John Brown       | Norton             |           |     |

| Coureur         | Merk              | Oorzaak |
| --------------- | ----------------- | ------- |
| Malcolm Stanton | Norton            |         |
| Arnold Dobbs    | Matchless         |         |
| Bill Hawthorne  | Norton            |         |
| Brian Taggart   | Norton            |         |
| Griff Jenkins   | Lancefield-Norton |         |
| Joe Dunphy      | Norton            |         |
| John Cooper     | Norton            |         |
| John Denty      | Norton            |         |
| Robert Reid     | Norton            |         |
| Robert Haldane  | Matchless         |         |
| Gordon Keith    | Norton            |         |
| Marvin Wright   | Norton            |         |

| Coureur            | Merk       | Oorzaak    |
| ------------------ | ---------- | ---------- |
| Eduard Lenz        | Norton     |            |
| Jack Ahearn        | Norton     |            |
| David Lloyd        | Norton     | [ 1 ]      |
| Kenneth King       | Norton     | [ 1 ]      |
| Mike Duff          | Matchless  | [ 2 ]      |
| Roger Beaumont     | Norton     | [ 1 ]      |
| Gyula Marsovszky   | Matchless  |            |
| František Šťastný  | Jawa       |            |
| Walter Scheimann   | Norton     | [ 3 ]      |
| Jouko Ryhänen      | Matchless  |            |
| Billie Nelson      | Norton     |            |
| Derek Minter       | Norton     |            |
| Lewis Young        | Matchless  |            |
| Mike Hailwood      | MV Agusta  | Teambeleid |
| Selwyn Griffiths   | Matchless  | [ 4 ]      |
| Giacomo Agostini   | MV Agusta  | Teambeleid |
| Giuseppe Mandolini | Moto Guzzi | [ 5 ]      |
| Buddy Parriott     | Norton     | [ 1 ]      |
| Ed LaBelle         | Norton     | [ 1 ]      |
| Ian Burne          | Norton     |            |

### Top tien tussenstand 500cc-klasse
| Pos | Coureur          | Merk               | Pnt     |                |
| --- | ---------------- | ------------------ | ------- | -------------- |
| 1   | Mike Hailwood    | MV Agusta          | 48 (56) | wereldkampioen |
| 2   | Giacomo Agostini | MV Agusta          | 30      |                |
| 3   | Paddy Driver     | Matchless          | 20      |                |
| 4   | Jack Ahearn      | Norton             | 9       |                |
| 5   | Fred Stevens     | Matchless          | 8       |                |
| 5   | Dick Creith      | Norton             | 8       |                |
| 7   | Buddy Parriott   | Norton             | 6       |                |
| 7   | Joe Dunphy       | Norton             | 6       |                |
| 7   | Jack Findlay     | McIntyre-Matchless | 6       |                |
| 10  | Roger Beaumont   | Norton             | 4       |                |
| 10  | Walter Scheimann | Norton             | 4       |                |
| 10  | Mike Duff        | Matchless          | 4       |                |
| 10  | Derek Minter     | Norton             | 4       |                |
| 10  | Ian Burne        | Norton             | 4       |                |

Punten tussen haakjes zijn inclusief streepresultaten.

## 350cc-klasse
Jim Redman reed de snelste ronde in de race en ging aan de leiding toen hij voorlaatste ronde viel en een sleutelbeen brak. In afwezigheid van MV Agusta won František Šťastný de race met zijn Jawa, voor Redman's vriend en protegé Bruce Beale (met de Honda RC 172 uit 1964) en Gustav Havel (Jawa). Havel deelde nu de derde plaats in de WK-stand met Mike Hailwood en Derek Woodman.
| Pos | Coureur           | Merk   | Tijd      | Pnt |
| --- | ----------------- | ------ | --------- | --- |
| 1   | František Šťastný | Jawa   | 1:13"12'8 | 8   |
| 2   | Bruce Beale       | Honda  | +30'6     | 6   |
| 3   | Gustav Havel      | Jawa   | +1"56'2   | 4   |
| 4   | Chris Conn        | Norton | +2"04'6   | 3   |
| 5   | John Cooper       | Norton |           | 2   |
| 6   | Griff Jenkins     | Norton |           | 1   |

| Coureur    | Merk   | Oorzaak |
| ---------- | ------ | ------- |
| Phil Read  | Yamaha |         |
| Jim Redman | Honda  | Val     |

| Coureur          | Merk      | Oorzaak    |
| ---------------- | --------- | ---------- |
| Mike Hailwood    | MV Agusta | Teambeleid |
| Giacomo Agostini | MV Agusta | Teambeleid |

| Coureur             | Merk      |
| ------------------- | --------- |
| Eric Hinton         | Norton    |
| František Boček     | Jawa      |
| Bill Smith          | AJS       |
| Dan Shorey          | Norton    |
| Derek Woodman       | AJS / MZ  |
| Lewis Young         | AJS       |
| Gilberto Milani     | Aermacchi |
| Renzo Pasolini      | Aermacchi |
| Silvio Grassetti    | Bianchi   |
| Tarquinio Provini   | Benelli   |
| Isamu Kasuya        | Honda     |
| Isao Yamashita      | Honda     |
| Agne Carlsson       | AJS       |
| Endel Kiisa         | Vostok    |
| Nikolaj Sevast'ânov | Vostok    |
| Paddy Driver        | AJS       |

### Top tien tussenstand 350cc-klasse
| Pos | Coureur           | Merk      | Pnt |
| --- | ----------------- | --------- | --- |
| 1   | Jim Redman        | Honda     | 32  |
| 2   | Giacomo Agostini  | MV Agusta | 16  |
| 3   | Mike Hailwood     | MV Agusta | 12  |
| 3   | Derek Woodman     | AJS / MZ  | 12  |
| 3   | Gustav Havel      | Jawa      | 12  |
| 6   | František Šťastný | Jawa      | 11  |
| 7   | Bruce Beale       | Honda     | 9   |
| 8   | Renzo Pasolini    | Aermacchi | 8   |
| 9   | Phil Read         | Yamaha    | 6   |
| 9   | Gilberto Milani   | Aermacchi | 6   |

## 250cc-klasse
In Ulster kon Jim Redman niet starten in de 250cc-klasse omdat hij door een valpartij in de 350cc-klasse zijn sleutelbeen opnieuw gebroken had. Phil Read en Mike Duff konden hun Yamaha's onbedreigd naar het podium rijden en Derek Woodman werd opnieuw derde. Redman was de laatste die Phil Read (theoretisch) nog van de wereldtitel af had kunnen houden, maar nu hij niet startte was Read wereldkampioen 250 cc.
| Pos | Coureur       | Merk    | Tijd      | Pnt |
| --- | ------------- | ------- | --------- | --- |
| 1   | Phil Read     | Yamaha  | 1:17"26'8 | 8   |
| 2   | Mike Duff     | Yamaha  | +37'4     | 6   |
| 3   | Derek Woodman | MZ      | +1"15'4   | 4   |
| 4   | Heinz Rosner  | MZ      | +1"30'2   | 3   |
| 5   | Ralph Bryans  | Honda   |           | 2   |
| 6   | Ginger Molloy | Bultaco |           | 1   |

| Coureur    | Merk  | Oorzaak  |
| ---------- | ----- | -------- |
| Jim Redman | Honda | Blessure |

| Coureur          | Merk    | Oorzaak   |
| ---------------- | ------- | --------- |
| Ramón Torras (†) | Bultaco | Overleden |
| Mike Hailwood    | Honda   | [ 8 ]     |
| John Buckner     | Yamaha  | [ 1 ]     |

| Coureur             | Merk      |
| ------------------- | --------- |
| Barry Smith         | Bultaco   |
| Kevin Cass          | Cotton    |
| Frank Perris        | Suzuki    |
| František Šťastný   | Jawa      |
| Günter Beer         | Honda     |
| José Maria Busquets | Montesa   |
| Alain Barbaroux     | Aermacchi |
| Jean-Claude Guénard | Bultaco   |
| Bill Ivy            | Yamaha    |
| Bob Coulter         | Bultaco   |
| David Williams      | Mondial   |
| Rex Avery           | Bultaco   |
| Alberto Pagani      | Aermacchi |
| Gilberto Milani     | Aermacchi |
| Giuseppe Visenzi    | Aermacchi |
| Remo Venturi        | Benelli   |
| Silvio Grassetti    | Morini    |
| Tarquinio Provini   | Benelli   |
| Gosuke Yamashita    | Honda     |
| Hiroshi Hasegawa    | Yamaha    |
| Isamu Kasuya        | Honda     |
| Yoshimi Katayama    | Suzuki    |
| Bruce Beale         | Honda     |

### Top tien tussenstand 250cc-klasse
| Pos | Coureur           | Merk    | Pnt     |                |
| --- | ----------------- | ------- | ------- | -------------- |
| 1   | Phil Read         | Yamaha  | 56 (68) | wereldkampioen |
| 2   | Mike Duff         | Yamaha  | 42      |                |
| 3   | Jim Redman        | Honda   | 34      |                |
| 4   | Derek Woodman     | MZ      | 15      |                |
| 5   | Bruce Beale       | Honda   | 11      |                |
| 6   | Ramón Torras (†)  | Bultaco | 10      |                |
| 7   | Frank Perris      | Suzuki  | 9       |                |
| 8   | Yoshimi Katayama  | Suzuki  | 6       |                |
| 8   | František Šťastný | Jawa    | 6       |                |
| 8   | Heinz Rosner      | MZ      | 6       |                |

Punten tussen haakjes zijn inclusief streepresultaten.

## 125cc-klasse
Na twee overgeslagen GP's kwam Honda terug in de 125cc-klasse, maar Ralph Bryans moest het nog steeds met de tegenvallende 4RC 146 doen. Hij kwam niet verder dan de vierde plaats, zelfs nadat de Suzuki-rijders Hugh Anderson en Frank Perris uitgevallen waren. Het gaf Ernst Degner de kans zijn eerste GP van het seizoen te winnen, voor de MZ-rijders Klaus Enderlein en Derek Woodman.
| Pos | Coureur         | Merk    | Tijd    | Pnt |
| --- | --------------- | ------- | ------- | --- |
| 1   | Ernst Degner    | Suzuki  | 56"33'0 | 8   |
| 2   | Klaus Enderlein | MZ      | +2"49'4 | 6   |
| 3   | Derek Woodman   | MZ      | +3"14'0 | 4   |
| 4   | Ralph Bryans    | Honda   |         | 3   |
| 5   | Bruce Beale     | Honda   |         | 2   |
| 6   | Tommy Robb      | Bultaco |         | 1   |

| Coureur       | Merk   | Oorzaak |
| ------------- | ------ | ------- |
| Frank Perris  | Suzuki |         |
| Hugh Anderson | Suzuki |         |

| Coureur             | Merk    | Oorzaak    |
| ------------------- | ------- | ---------- |
| Mike Duff           | Yamaha  | Teambeleid |
| Ramón Torras (†)    | Bultaco | Overleden  |
| Bill Ivy            | Yamaha  | Teambeleid |
| Phil Read           | Yamaha  | Teambeleid |
| Hironori Matsushima | Yamaha  | Teambeleid |
| Bo Gehring          | Bultaco | [ 1 ]      |
| Jeff Tate           | Honda   | [ 1 ]      |
| Rick Schell         | Honda   | [ 1 ]      |

| Coureur              | Merk        |
| -------------------- | ----------- |
| Arthur Fegbli        | Honda       |
| Luigi Taveri         | Honda       |
| František Boček      | ČZ          |
| Dieter Krumpholz     | MZ          |
| Heinz Rosner         | MZ          |
| Jochen Leitert       | MZ          |
| Jürgen Lenk          | MZ          |
| Roland Rentzsch      | MZ          |
| Hans Georg Anscheidt | MZ-Kreidler |
| Walter Scheimann     | Honda       |
| Bruno Spaggiari      | Ducati      |
| Giuseppe Visenzi     | Honda       |
| Yasuharu Yuzawa      | Honda       |
| Yoshimi Katayama     | Suzuki      |
| Ginger Molloy        | Bultaco     |

### Top tien tussenstand 125cc-klasse
| Pos | Coureur          | Merk   | Pnt |
| --- | ---------------- | ------ | --- |
| 1   | Hugh Anderson    | Suzuki | 38  |
| 2   | Frank Perris     | Suzuki | 36  |
| 3   | Derek Woodman    | MZ     | 26  |
| 4   | Ernst Degner     | Suzuki | 23  |
| 5   | Mike Duff        | Yamaha | 12  |
| 6   | Phil Read        | Yamaha | 8   |
| 6   | Luigi Taveri     | Honda  | 8   |
| 6   | Klaus Enderlein  | MZ     | 8   |
| 9   | Yoshimi Katayama | Suzuki | 6   |
| 9   | Dieter Krumpholz | MZ     | 6   |
| 9   | Jochen Leitert   | MZ     | 6   |
| 9   | Bruce Beale      | Honda  | 6   |

1922 · 1923 · 1924 · 1925 · 1926 · 1927 · 1928 · 1929 · 1930 · 1931 · 1932 · 1933 · 1934 · 1935 · 1936 · 1937 · 1938 · 1939 · 1946 · 1947 · 1948 · 1949 · 1950 · 1951 · 1952 · 1953 · 1954 · 1955 · 1956 · 1957 · 1958 · 1959 · 1960 · 1961 · 1962 · 1963 · 1964 · 1965 · 1966 · 1967 · 1968 · 1969 · 1970 · 1971 · 1973 · 1974 · 1975 · 1976 · 1977 · 1978 · 1979 · 1980 · 1981 · 1982 · 1983 · 1984 · 1985 · 1986 · 1988 · 1989 · 1990 · 1991 · 1992 · 1993 · 1994 · 1995 · 1996 · 1997 · 1998 · 1999 · 2000 · 2001 · 2002 · 2003 · 2004 · 2005 · 2006 · 2007 · 2008 · 2009 · 2010 · 2011 · 2012 · 2013 · 2014 · 2015